# Franco delle Nuove Ebridi
Il franco era la valuta usata nel condominio anglo-francese sul gruppo di isole del Pacifico del Sud delle Nuove Ebridi (che diede vita nel 1980 alla nazione di Vanuatu). Circolò insieme alla valuta inglese e, più tardi, a quella australiana. Il franco delle Nuove Ebridi era nominalmente suddiviso in 100 centimes, sebbene la denominazione più bassa fosse di 1 franco. Tra il 1945 e il 1969 prese parte al franco CFP.

## Storia
Fino alla seconda guerra mondiale, le Nuove Ebridi utilizzarono il franco francese, la sterlina britannica e la sterlina australiana. Nel 1941 le forze del movimento Francia libera introdussero carta moneta da far circolare sulle Nuove Ebridi. Nel 1945 venne introdotto il franco CFP al fine di isolare le colonie francesi del Pacifico dalla svalutazione del franco francese; le Nuove Ebridi utilizzarono una combinazione di monete del franco della Nuova Caledonia e di banconote emesse localmente.
Nel 1949 il rapporto tra franco francese e franco CFP si stabilizzò a 5,5 FRF per un franco. Dal 1959 il tasso di cambio con la sterlina australiana era quasi esattamente pari a 200 FRF per una sterlina. Nel 1966, all'introduzione del dollaro australiano, questo rapporto divenne di 100 franchi per un dollaro. Il dollaro australiano circolava insieme alla valuta locale.
Dal 1966 vennero coniate monete con il nome delle Nuove Ebridi. Nel 1969 il franco delle Nuove Ebridi divenne indipendente dal franco CFP e mantenne il rapporto con il dollaro australiano al cambio di 100 franchi per un dollaro fino al 1973. Nel 1982 il franco fu sostituito alla pari dal Vatu in seguito all'indipendenza come Vanuatu. Contemporaneamente cessò la circolazione ufficiale del dollaro australiano.

## Monete
Nel 1966 vennero introdotte monete da 100 franchi in argento. Queste furono seguite da monete da 10 e 20 franchi in nichel nel 1967, da monete da 1, 2 e 5 franchi in nichel-ottone nel 1970 e da monete da 50 franchi in nichel nel 1972. Solamente le monete in nichel (10, 20 e 50 franchi) avevano le dimensioni, la composizione ed il rovescio uguali alle corrispondenti monete del franco della Polinesia francese e del franco della Nuova Caledonia.
Il disegno generale non è cambiato dall'introduzione delle monete. L'unica modifica degna di nota è l'aggiunta della scritta "I.E.O.M" (acronimo dell'Institut d'émission d'Outre-Mer) nel 1973.

## Banconote
La prima banconota delle Nuove Ebridi fu emessa nel 1921; era una banconota da 25 franchi emessa dalle Poste Commerciali Francesi delle Nuove Ebridi (Comptoirs Français des Nouvelles Hébrides) datata 22 agosto 1921. Si tratta di una banconota molto rara. Le Nuove Ebridi iniziarono a emettere banconote nuovamente nel 1941. Si trattava di sovrastampe delle banconote della Nuova Caledonia (emesse dalla Banque de l'Indochine) in tagli da 5, 20, 100, 500 e 1 000 franchi. I medesimi tagli furono emessi nel 1943 dal Services Nationaux Français des Nouvelles Hébrides del movimento Francia libera.
Nel 1965 l'Institut d'Emission d'Outre-Mer assunse il controllo relativo all'emissione di carta moneta sulle Nuove Ebridi e introdusse banconote da 100, 500 e 1 000 franchi tra il 1965 e il 1972. A differenza degli equivalenti in circolazione nella Polinesia francese e nella Nuova Caledonia, il franco delle Nuove Ebridi non ebbe mai una banconota da 5 000 franchi.